# Kreuztal
Kreuztal [ˈkʁɔʏ̯ʦˌtɑːl] – miasto w Niemczech, położone w kraju związkowym Nadrenia Północna-Westfalia, w rejencji Arnsberg, w powiecie Siegen-Wittgenstein. W 2010 roku liczyło 30 995 mieszkańców.

## Współpraca
Miejscowości partnerskie:
- Ferndorf, Austria
- Nauen, Brandenburgia
- Skoczów, Polska